# Dommartin-lès-Cuiseaux
Dommartin-lès-Cuiseaux ist eine französische Gemeinde im Département Saône-et-Loire in der Region Bourgogne-Franche-Comté. Sie gehört zum Arrondissement Louhans und zum Kanton Cuiseaux. Die Gemeinde hat 819 Einwohner (Stand 1. Januar 2022), sie werden Dommartinois, resp. Dommartinoises genannt.

## Geografie

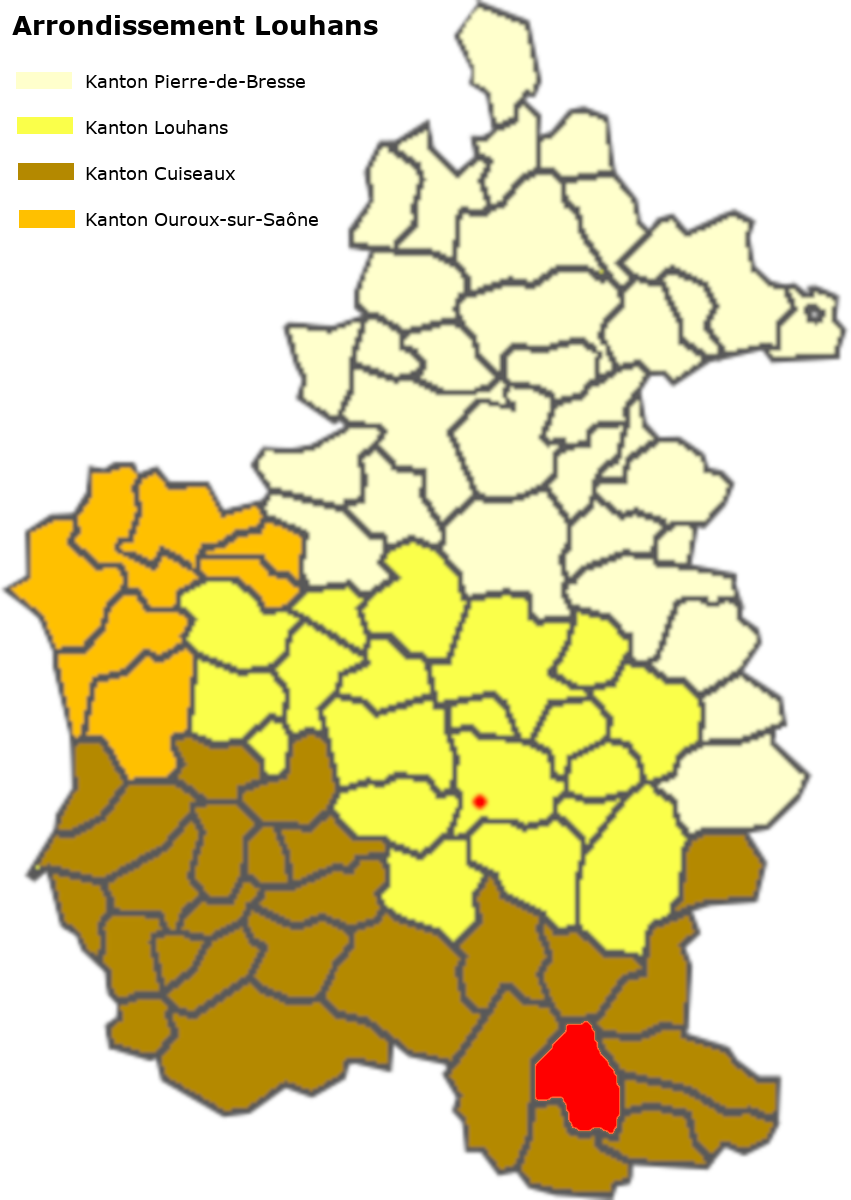
Lage der Gemeinde im Arrondissement Louhans

Dommartin-lès-Cuiseaux liegt im Süden des Arrondissement Louhans und wird von sieben Gemeinden umgeben. Die Gemeinde wird in Ost-West-Richtung von der Departementsstraße D11 (Cuiseaux–Varennes-Saint-Sauveur) durchzogen. Im östlichen Gemeindegebiet verläuft die Autobahn A39 in Nord-Süd-Richtung, außerdem befindet sich das Areal der Raststätte Poulet de Bresse mit einer Fläche von rund 30 Hektaren im östlichen Gemeindegebiet. Als Wahrzeichen weist es die weltgrößte Skulptur eines Huhnes auf. Einen Teil der Ostgrenze bildet der Ruisseau de l’Étang de Semon, der später La Dourlande wird. Die westliche Gemeindegrenze bildet der Ruisseau de l’Étang Niat, ein Bief, der in den Sevron entwässert. In Süd-Nord-Richtung wird das Gemeindegebiet durchzogen vom Solnan, der von etlichen Biefs begleitet wird, also künstlichen Wasserläufen, die die Étangs und den Jurafuss entwässern. Die Gemeinde weist nur im Westen und Südosten nennenswerte Waldgebiete auf. Zur Gemeinde gehören die folgenden Weiler und Fluren: Armont, la Baisse, la Belette, Bois-Bouvier, Bois-de-Cornon, Bois-Rubin, le Bourg-Neuf, les Cadoles-de-Moisy, les Chaintrières, Champ-Bresse, la Chanaie, Chantelet, la Charrière, Chavannes, Chevalot, la Cibilière, la Colombière, la Croix, le Devant, l’Etang-Niat, Gavan, Genaudière, Grange-des-Buissons, Grange-Maigre, Grange-Maigre-d’Armont, Gros-Bois, le Haut-du-Bourg, Liambe, le Malaquin, Malmaison, les Marais, Meix-Juvin, Meix-Pourprin, les Parisots, la Penchaude, Petite-Taillis, Pont-de-la-Marine, les Putins, Queue-au-Loup, Ratusson, les Reisses, les Repareys, la Rivière, Rodet, la Rongère, les Tillières, Varignolles, le Villaret, Villars-Putet.

### Klima
Das Klima in Dommartin-lès-Cuiseaux ist warm und gemäßigt. Es gibt das ganze Jahr über deutliche Niederschläge, selbst der trockenste Monat weist noch hohe Niederschlagsmengen auf. Die Klassifikation des Klimas nach Köppen und Geiger ist Cfb ((Gemäßigtes) Ozeanklima). Die Temperatur liegt im Jahresdurchschnitt bei 11,7 °C. Der wärmste Monat ist der Juli mit einer Durchschnittstemperatur von 20,7 °C, der kälteste der Januar mit 3,1 °C. Über ein Jahr verteilt summieren sich die Niederschläge auf 1042 mm, dabei ist der November mit 119 mm der niederschlagsreichste, während Juli als trockenster Monat 62 mm aufweist. Über das ganze Jahr werden etwa 2826 Sonnenstunden gezählt.
|                        | Jan | Feb | Mär  | Apr  | Mai  | Jun  | Jul  | Aug  | Sep  | Okt  | Nov  | Dez |   |      |
| Mittl. Temperatur (°C) | 3,1 | 3,6 | 7,2  | 10,8 | 14,6 | 18,8 | 20,7 | 20,3 | 16,6 | 12,7 | 7,2  | 3,9 | ⌀ | 11,7 |
| Mittl. Tagesmax. (°C)  | 6,1 | 7,4 | 11,6 | 15,3 | 18,8 | 23,3 | 25,3 | 25,0 | 21,0 | 16,7 | 10,3 | 6,7 | ⌀ | 15,7 |
| Mittl. Tagesmin. (°C)  | 0,5 | 0,4 | 3,0  | 6,0  | 9,9  | 13,8 | 15,8 | 15,6 | 12,4 | 9,1  | 4,3  | 1,4 | ⌀ | 7,7  |
|                        |     |     |      |      |      |      |      |      |      |      |      |     |   |      |
| Niederschlag (mm)      | 101 | 85  | 80   | 88   | 85   | 68   | 62   | 65   | 82   | 99   | 119  | 108 | Σ | 1042 |

| 0,5 |

| 0,4 |

| 3,0 |

| 6,0 |

| 9,9 |

| 13,8 |

| 15,8 |

| 15,6 |

| 12,4 |

| 9,1 |

| 4,3 |

| 1,4 |

| 0,5 |

| 0,4 |

| 3,0 |

| 6,0 |

| 9,9 |

| 13,8 |

| 15,8 |

| 15,6 |

| 12,4 |

| 9,1 |

| 4,3 |

| 1,4 |

## Toponymie
Die ersten Erwähnungen von Orten der heutigen Gemeinde gehen auf das Jahr 1078 zurück und betreffen Villare Putech, den Weiler Villars-Putet (1,2 Kilometer südwestlich des Ortes), Humbertus de Tileriis, den Weiler Tillières (heute das nördlichste Quartier des Ortes) und Domnus Martinus. Dies hatte die Bedeutung von Herr Martinus, was sich aber durchaus auch auf einen Besitz beziehen kann. Der Zusatz -lès-Cuiseaux wurde der Gemeinde erst nach der Revolution verliehen. Die Präposition lès entstand aus der alten Form lez und bedeutet auf der Seite von – bei, der Ort heißt also heute Herr Martinus bei Cuiseaux.

## Geschichte
Ursprünglich gehörte der größte Teil des Gemeindegebietes der Familie Brancion, den Herren von Visargent, später wurde die Herrschaft mit der Herrschaft Cuiseaux vereinigt. Der größte Teil der Pfarrei gehörte somit zur Baronie von Cuiseaux, es gab aber auch die Lehen Chavanne und Varignolles. Dommartin besaß eine Kirche, die schon im 12. Jahrhundert erwähnt wurde, sie war dem Heiligen Bartholomäus geweiht, der heutige Kirchenbau stammt aus dem Jahr 1858. Der Solnan teilt die Gerichtsbarkeiten von Varennes und Cuiseaux.

### Die Herren von Dommartin-lès-Cuiseaux
Der größte Teil des Ortes gehörte zur Baronie und damit den Herren von Cuiseaux, deshalb war die Geschichte von Dommartin eng verknüpft mit derjenigen von  Cuiseaux.
- Das größte Lehen gehörte einst den de Brancion, zu denen es durch die Heirat von Humbert de Brancion mit Jeanne de Lugny, Herrin von Molaise und Dommartin, gelangte. Es scheint also, dass das Lehen bereits vorher den de Lugny gehörte. Über die Familie ist nichts bekannt, außer dass sie ein Wappen besaß, welches heute die Gemeinde Lugny benutzt.

Dommartin-lès-Cuiseaux gehörte ab dem 13. Jahrhundert zur Kastellanei von Sagy und unterstand damit direkt den Herzögen von Burgund und später den Königen von Frankreich. Erst ab dem 17. Jahrhundert begannen sich wieder kleinere Lehen zu bilden, die vornehmlich an die Noblesse de robe vergeben wurden.
- Ein weiteres Lehen war Chavannes, mit einem Schloss, das im 17. Jahrhundert Jean de Maigret, Écuyer, gehörte. Sein Sohn Guillaume François de Maigret verkaufte die Herrschaft an Jean Maximilien d’Aubaride, Écuyer. Sie gelangte zu einem Baron d’Espagnac, der sie 1772 an Rose Hennequin, Witwe von Pierre Puvis verkaufte.

- Ein drittes Lehen befand sich in Varignolles. Mitte des 18. Jahrhunderts kaufte es Joseph Marie de Brange, Évuyer, Herr von Civria.

## Bevölkerung
| Dommartin-lès-Cuiseaux: Einwohnerzahlen von 1793 bis 2021 | Dommartin-lès-Cuiseaux: Einwohnerzahlen von 1793 bis 2021 | Dommartin-lès-Cuiseaux: Einwohnerzahlen von 1793 bis 2021 | Dommartin-lès-Cuiseaux: Einwohnerzahlen von 1793 bis 2021 | Dommartin-lès-Cuiseaux: Einwohnerzahlen von 1793 bis 2021 |
| --- | --------------------------------------------------------- | --------------------------------------------------------- | --------------------------------------------------------- | --------------------------------------------------------- |
| Jahr |                                                           |                                                           |                                                           | Einwohner                                                 |
| 1793 | 1793                                                      |                                                           | 445                                                       | 445                                                       |
| 1800 | 1800                                                      |                                                           | 1.294                                                     | 1.294                                                     |
| 1806 | 1806                                                      |                                                           | 1.204                                                     | 1.204                                                     |
| 1821 | 1821                                                      |                                                           | 1.158                                                     | 1.158                                                     |
| 1831 | 1831                                                      |                                                           | 1.279                                                     | 1.279                                                     |
| 1836 | 1836                                                      |                                                           | 1.266                                                     | 1.266                                                     |
| 1841 | 1841                                                      |                                                           | 1.282                                                     | 1.282                                                     |
| 1846 | 1846                                                      |                                                           | 1.295                                                     | 1.295                                                     |
| 1851 | 1851                                                      |                                                           | 1.250                                                     | 1.250                                                     |
| 1856 | 1856                                                      |                                                           | 1.284                                                     | 1.284                                                     |
| 1861 | 1861                                                      |                                                           | 1.198                                                     | 1.198                                                     |
| 1866 | 1866                                                      |                                                           | 1.318                                                     | 1.318                                                     |
| 1872 | 1872                                                      |                                                           | 1.214                                                     | 1.214                                                     |
| 1876 | 1876                                                      |                                                           | 1.276                                                     | 1.276                                                     |
| 1881 | 1881                                                      |                                                           | 1.256                                                     | 1.256                                                     |
| 1886 | 1886                                                      |                                                           | 1.253                                                     | 1.253                                                     |
| 1891 | 1891                                                      |                                                           | 1.268                                                     | 1.268                                                     |
| 1896 | 1896                                                      |                                                           | 1.269                                                     | 1.269                                                     |
| 1901 | 1901                                                      |                                                           | 1.278                                                     | 1.278                                                     |
| 1906 | 1906                                                      |                                                           | 1.311                                                     | 1.311                                                     |
| 1911 | 1911                                                      |                                                           | 1.307                                                     | 1.307                                                     |
| 1921 | 1921                                                      |                                                           | 1.186                                                     | 1.186                                                     |
| 1926 | 1926                                                      |                                                           | 1.170                                                     | 1.170                                                     |
| 1931 | 1931                                                      |                                                           | 1.175                                                     | 1.175                                                     |
| 1936 | 1936                                                      |                                                           | 1.074                                                     | 1.074                                                     |
| 1946 | 1946                                                      |                                                           | 1.063                                                     | 1.063                                                     |
| 1954 | 1954                                                      |                                                           | 981                                                       | 981                                                       |
| 1962 | 1962                                                      |                                                           | 884                                                       | 884                                                       |
| 1968 | 1968                                                      |                                                           | 844                                                       | 844                                                       |
| 1975 | 1975                                                      |                                                           | 776                                                       | 776                                                       |
| 1982 | 1982                                                      |                                                           | 681                                                       | 681                                                       |
| 1990 | 1990                                                      |                                                           | 684                                                       | 684                                                       |
| 1999 | 1999                                                      |                                                           | 636                                                       | 636                                                       |
| 2006 | 2006                                                      |                                                           | 693                                                       | 693                                                       |
| 2010 | 2010                                                      |                                                           | 796                                                       | 796                                                       |
| 2015 | 2015                                                      |                                                           | 793                                                       | 793                                                       |
| 2021 | 2021                                                      |                                                           | 813                                                       | 813                                                       |
| Quelle(n): EHESS/Cassini bis 2006, ab 2009 INSEE Anmerkung(en): • Ab 1962 offizielle Zahlen ohne Einwohner mit Zweitwohnsitz • Höchste Einwohnerzahl 1866 mit 1318, tiefste Einwohnerzahl 1999 mit 636 (48,3 % vom Maximum) |                                                           |                                                           |                                                           |                                                           |

| Bevölkerungsstruktur | Anzahl Einwohner | männlich | weiblich | davon Ausländer | Anteil % |
| -------------------- | ---------------- | -------- | -------- | --------------- | -------- |
|                      | 813              | 408      | 405      | 20              | 2,5      |

| Männer | Alterstufe | Frauen |
| ------ | ---------- | ------ |
| 5      | 90 + älter | 5      |
| 47     | 75–89      | 40     |
| 76     | 60–74      | 75     |
| 75     | 45–59      | 77     |
| 75     | 30–44      | 68     |
| 54     | 15–29      | 62     |
| 76     | 0–14       | 77     |

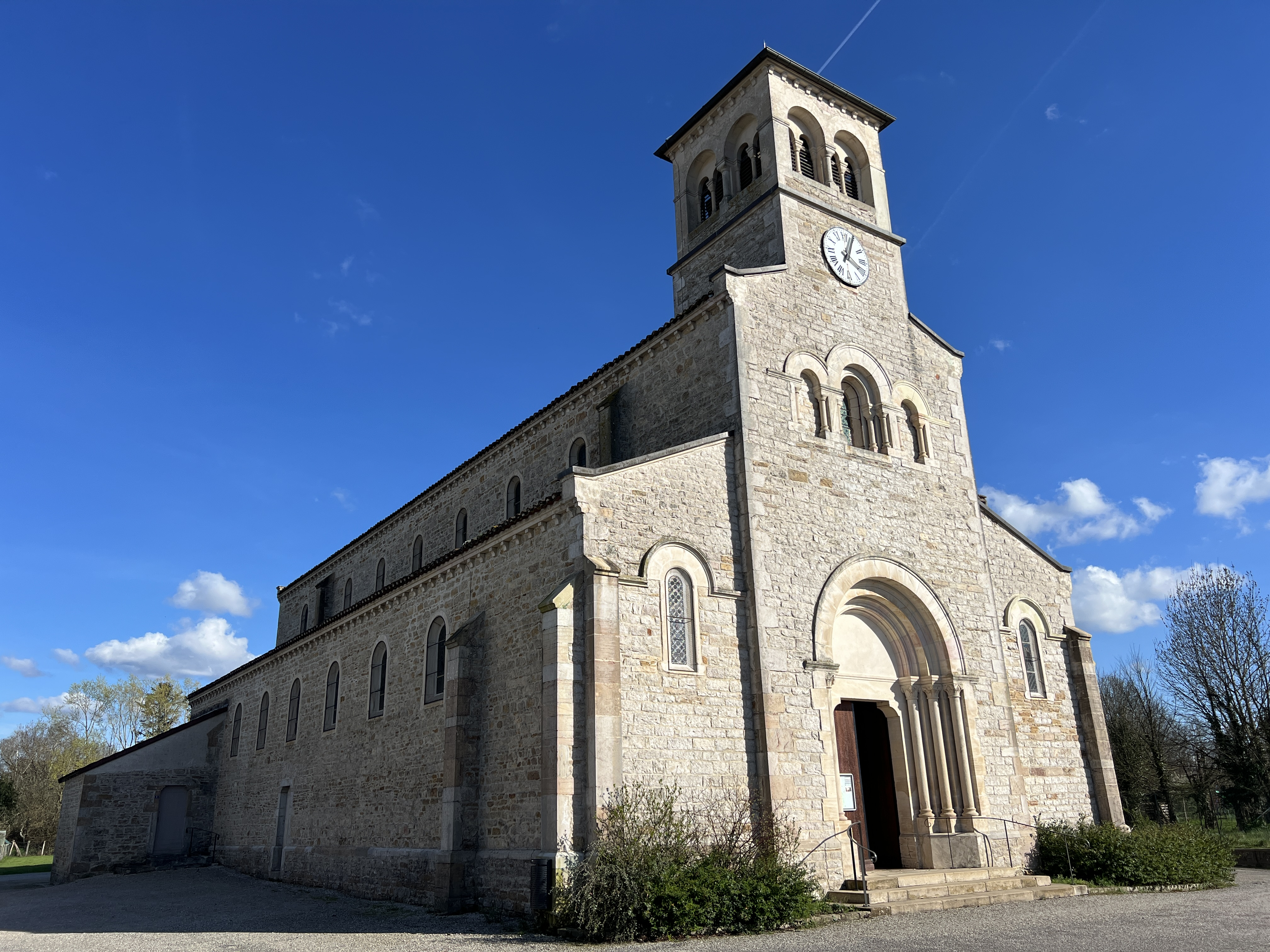
Kirche Saint Barthélemy in Dommartin-lès-Cuiseaux

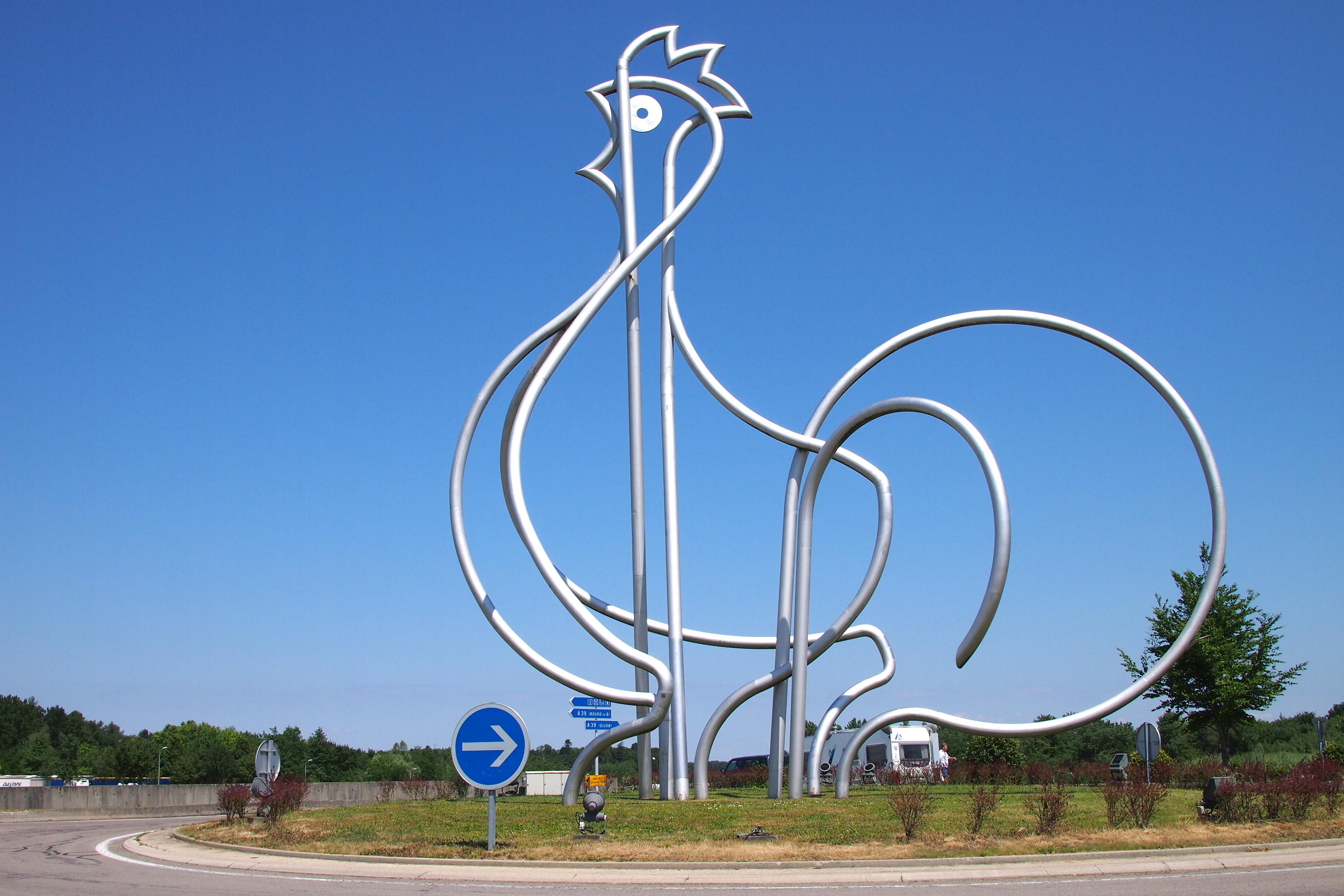
Wahrzeichen der Raststätte Poulet-de-Bresse (20 Meter hoch)

Die Bevölkerungsstruktur zwischen Männern und Frauen ist ausgeglichen. Dabei sind 51 % der Bevölkerung jünger als 45 Jahre. Die Gruppe der unter 15-Jährigen macht 18,8 % der Bevölkerung aus. Demgegenüber sind 30 % der Einwohner älter als 60 Jahre und damit im Rentenalter. Diese Struktur dürfte auf die Tatsache zurückzuführen sein, dass seit 1999 dank der Bautätigkeit die Wohneinheiten um 21 % zugenommen haben. Dadurch dürfte ein starker Zuzug von jungen Familien mit Kindern erfolgt sein.
| Wohnstruktur               | Anzahl Wohneinheiten | davon Häuser | Wohnungen | sonstige |
| -------------------------- | -------------------- | ------------ | --------- | -------- |
|                            | 553                  | 404          | 36        | 2        |
| davon Hauptwohnsitz        | 355                  |              |           |          |
| Zweit- oder Ferienwohnsitz | 55                   |              |           |          |
| vakant                     | 31                   |              |           |          |

## Wirtschaft und Infrastruktur

### Unternehmen, Betriebe, Ladengeschäfte und Einrichtungen
In der Gemeinde befinden sich nebst Mairie und Kirche folgende Unternehmen nach Branchen:
| Branche                                                           | Anzahl Betriebe |
| ----------------------------------------------------------------- | --------------- |
| Industrie und verarbeitendes Gewerbe                              | 4               |
| Baugewerbe                                                        | 4               |
| Groß- und Einzelhandel, Verkehr, Beherbergung und Gastronomie     | 16              |
| Information und Kommunikation                                     | 1               |
| Finanz- und Versicherungsdienstleistungen                         | 4               |
| Grundstücks- und Wohnungswesen                                    | 3               |
| Freiberufliche, wissenschaftliche und technische Dienstleistungen | 4               |
| Öffentliche Verwaltung, Unterricht, Gesundheits- und Sozialwesen  | 4               |
| Sonstige Dienstleistungen                                         | 6               |
| Land- und Forstwirtschaftsbetriebe                                | 9               |

In der Gemeinde befinden sich eine Bäckerei, ein Lebensmittelladen, ein Eisenwarenladen, zwei Coiffeursalons, eine Autogarage und eine Tankstelle. Im weiteren bestehen drei Restaurants, ein Hotel (** 30 Zimmer) und eine Gîte. An Handwerksbetrieben sind vorhanden, ein Bauhandwerksbetrieb, eine Schreinerei/Zimmerei, ein Maler/Gipser und ein Installateur.
In der Gemeinde befindet sich ein Sportplatz/-halle, ein Mehrzwecksaal, eine Feuerwehrkaserne und eine Post.
Für die Güter des täglichen Bedarfs versorgen sich die Einwohner in Saint-Amour oder Balanod. Ein Wochenmarkt findet am Mittwochvormittag statt.

### Geschützte Produkte in der Gemeinde
Als AOC-Produkte sind in Dommartin-lès-Cuiseaux Crème et beurre de Bresse zugelassen, ferner Volaille de Bresse und Dinde de Bresse.

### Bildungseinrichtungen
In der Gemeinde besteht eine École primaire (École maternelle und École élémentaire), die der Académie de Dijon untersteht und von 50 Kindern besucht wird. Für die Schule gilt der Ferienplan der Zone A.